# Maria Branković
Maria Branković (em sérvio:  Marija ou Марија Бранковић; 1464/66 — 27 de agosto de 1495) foi uma princesa da Sérvia por nascimento e marquesa consorte de Monferrato como a terceira esposa de Bonifácio III de Monferrato.

## Família
Maria foi a primeira filha e segunda criança nascida de Estêvão Branković, déspota da Sérvia e de Angelina Arianiti, considerada santa pela Igreja Ortodoxa Sérvia. Seus avós paternos eram Jorge I Branković, rei da Sérvia e Irene Catacuzena. Seus avós maternos eram Jorge Arianiti, nobre da Albânia, e sua primeira esposa, Maria Muzaka. Jorge liderou várias campanhas militares contra o Império Otomano.
Maria teve quatro irmãos, entre eles: Jorge II Branković, déspota da Sérvia; João Branković, déspota da Sérvia; Irene e Milica da Sérvia, princesa da Valáquia como esposa de Neagoe Bassarabe.

## Biografia
Maria casou-se por procuração com o marquês Bonifácio III de Monferrato em 8 de julho de 1485, em Innsbruck, na atual Áustria. Ele era filho de João Jaime de Monferrato e de Joana de Saboia.
A primeira esposa de Bonifácio tinha sido Orvietana de Campofregoso, que não lhe deu filhos. Já sua segunda esposa foi Helena de Brosse, com quem teve um filho que morreu jovem.
O marquês morreu em 31 de janeiro de 1494. Viúva, Maria governou como regente da Marca por pouco tempo, até sua morte, em 27 de agosto de 1495.

## Descendência
O casal teve dois filhos:
- Guilherme IX de Monferrato (10 de agosto de 1486 – 4 de outubro de 1518), foi sucessor do pai. Foi casado com Ana de Alençon, com quem teve três filhos;
- João Jorge de Monferrato (20 de janeiro de 1488 – 30 de abril de 1533), foi sucessor de seu tio, Bonifácio IV. Foi casado com Júlia de Aragão. Teve apenas um filho ilegítimo com uma mulher desconhecida, chamado Flamino Paleólogo, governador e senador de Casale, marido de Lúcia Fanzini, com quem teve oito filhos.